# 寺田倉庫

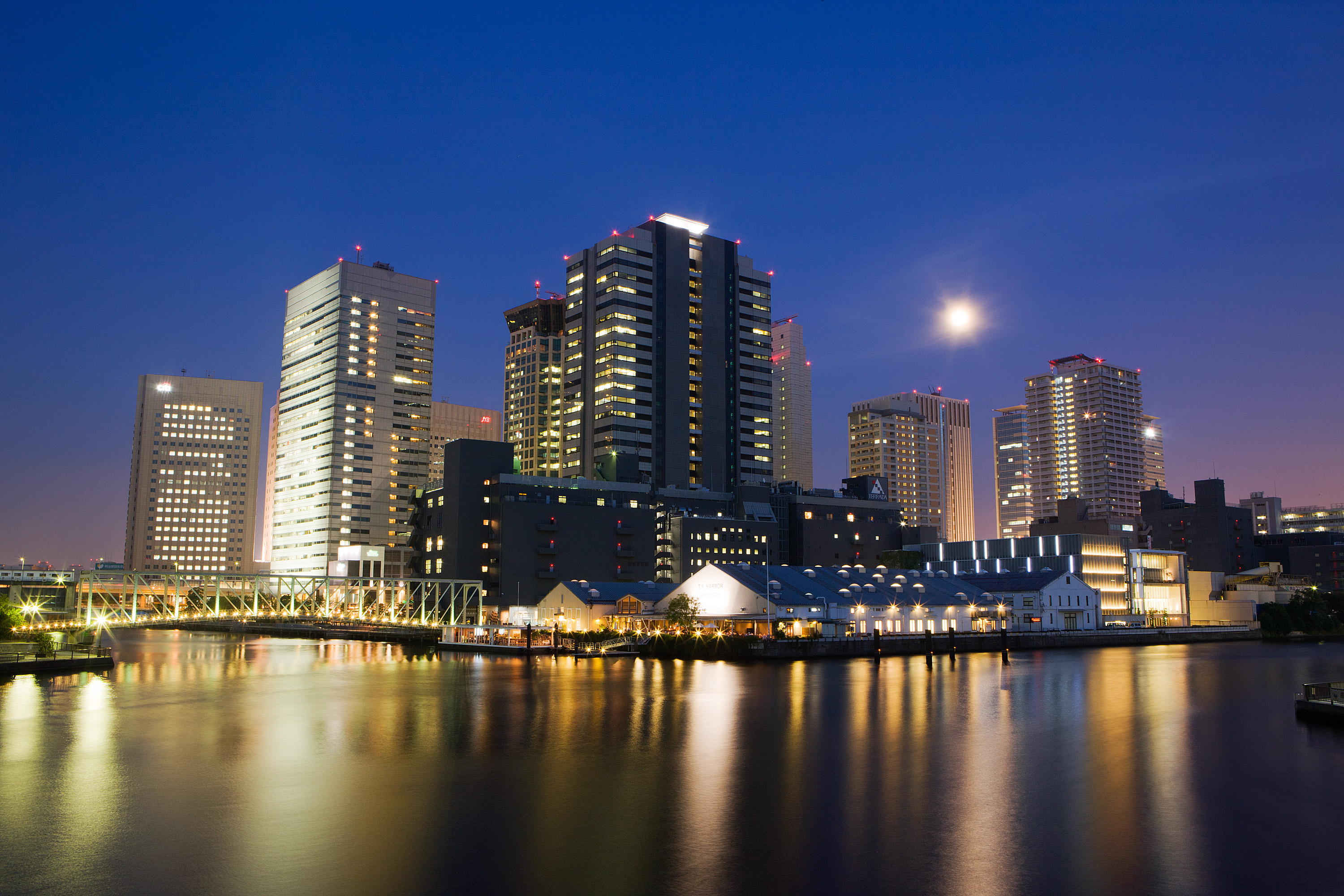
天王洲アイルの夜景

寺田倉庫（てらだそうこ、英語: Warehouse TERRADA）は、東京都臨海部の天王洲アイル（東京都品川区）に本社を置く倉庫業者。基幹事業の保存保管事業では、ワイン、アート、映像フィルムなど、各商材に適した温湿度管理による保管と、倉庫会社の枠を超えた新規事業を展開している。

## 概要
1950年10月に創業。美術品、映像・音楽媒体メディア、ワインなどのデリケートな品の保存保管を基幹事業としている。また、BtoC事業としてwebと写真を活用した新たな収納サービス「minikura（ミニクラ）」を積極的に展開しており、さらに「minikura」のプラットフォームを使ったアート作品のレンタル事業や、月額課金制の衣料品レンタルなどwebを使った新事業を展開するベンチャー企業との資本・業務提携にも着手している。
一方で、寺田倉庫の本拠地となる天王洲アイル地区の活性化に注力しており、新規事業を数多く展開。天王洲の倉庫街からの文化発信に注力し、本社内にイベントホール、音楽スタジオ、茶室などを開設し同品川区の施設にギャラリーを誘致している。また、ASIAN ART AWARD supported by TERRADAの開催や海外のアートイベントの招致など、天王洲アイルの地域活性化を目的とした文化・芸術の支援育成に取り組んでいる。2018年8月には、法人格では初となる、モンブラン国際文化賞を受賞。アート関連事業に注力していることや、伝統芸能のサポートなど芸術文化活動への積極的な支援などが評価された。

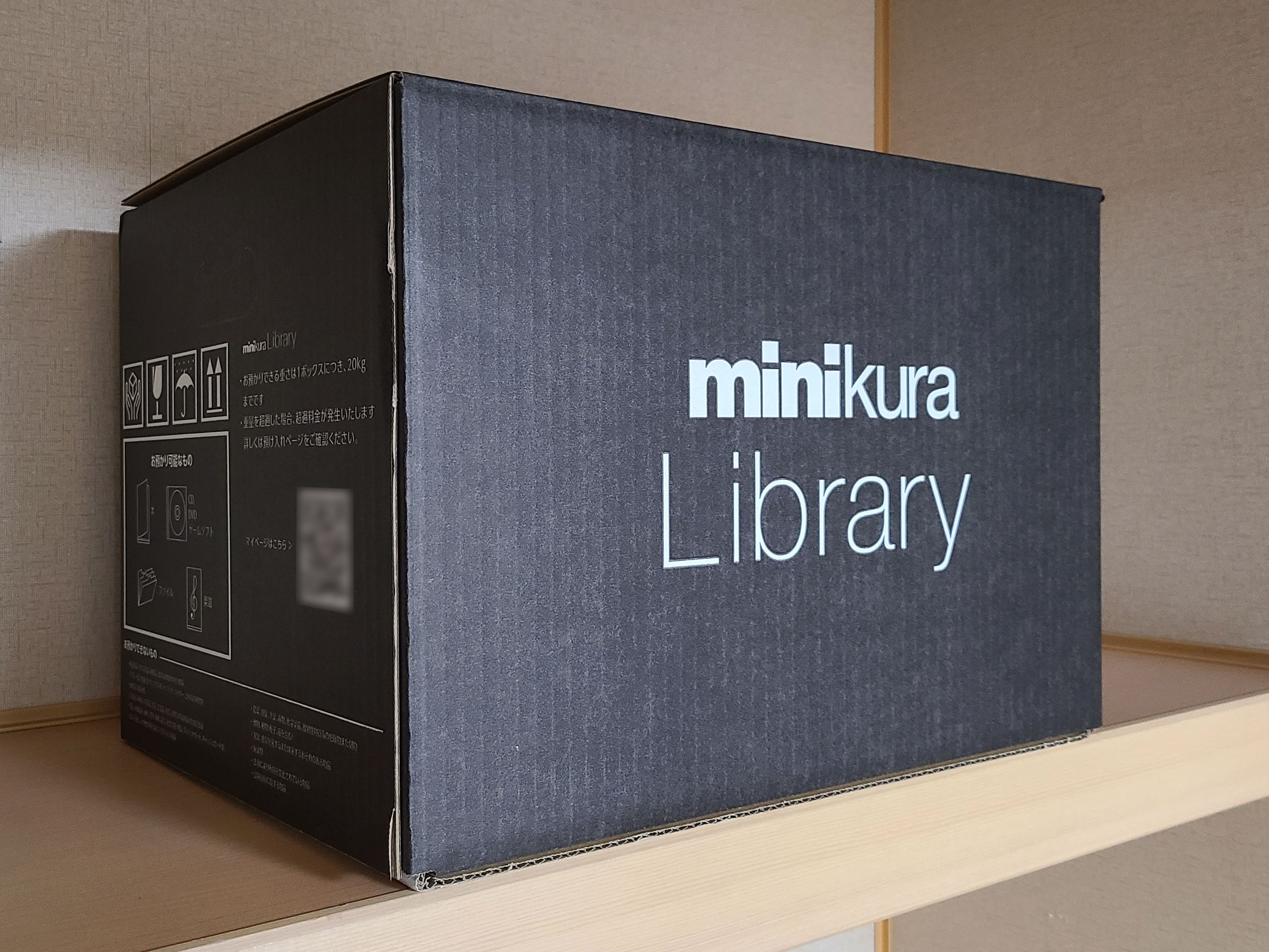
本・CD・DVDに特化したminikuraライブラリーBOX

## 沿革
- 1950年（昭和25年）10月 会社創立
- 1975年（昭和50年）美術品・貴重品保管事業を開始
- 1983年（昭和58年）メディア保管事業を開始
- 1991年（平成3年）関東運輸局認定トランクルーム第1号を受ける
- 1994年（平成6年）ワインセラーを開業
- 2006年（平成18年）水上ラウンジ「waterline」を開業
- 2012年（平成24年）中野善壽が代表取締役社長に就任（2019年まで）
- 2012年（平成24年）個人が低価格で利用できる収納サービス「minikura」を開始
- 2014年（平成26年）保税蔵置場の許可を取得
- 2015年（平成27年）画材ラボ「PIGMENT」をオープン
- 2015年（平成27年）楽器専用保管サービス提供開始
- 2016年（平成28年）アート事業の一環とした地区開発プロジェクト「BUCKLE KOBO」を開始
- 2016年（平成28年　美術品関連サポートサービスを提供するグループ会社TERRADA ART ASSIST株式会社を設立
- 2016年（平成28年）建築模型を保存保管しながら展示する「建築倉庫ミュージアム」をオープン
- 2016年（平成28年）アート事業の一環として天王洲に「TERRADA ART COMPLEX」をオープン
- 2017年（平成29年）建築模型工房「Architecture Model Workshop」をオープン
- 2018年（平成30年）第27回モンブラン国際文化賞の受賞を記念して一般財団法人MONTBLANC-TERRADA財団を設立
- 2019年（令和元年）寺田航平が代表取締役社長に就任

## 関係会社
- 株式会社タイソンズアンドカンパニー
- ビットアイル・エクイニクス株式会社

## テレビ番組
- 日経スペシャル カンブリア宮殿 倉庫の概念変えた異色経営者（2019年4月11日、テレビ東京）[5]